# Sibylle Mertens-Schaaffhausen

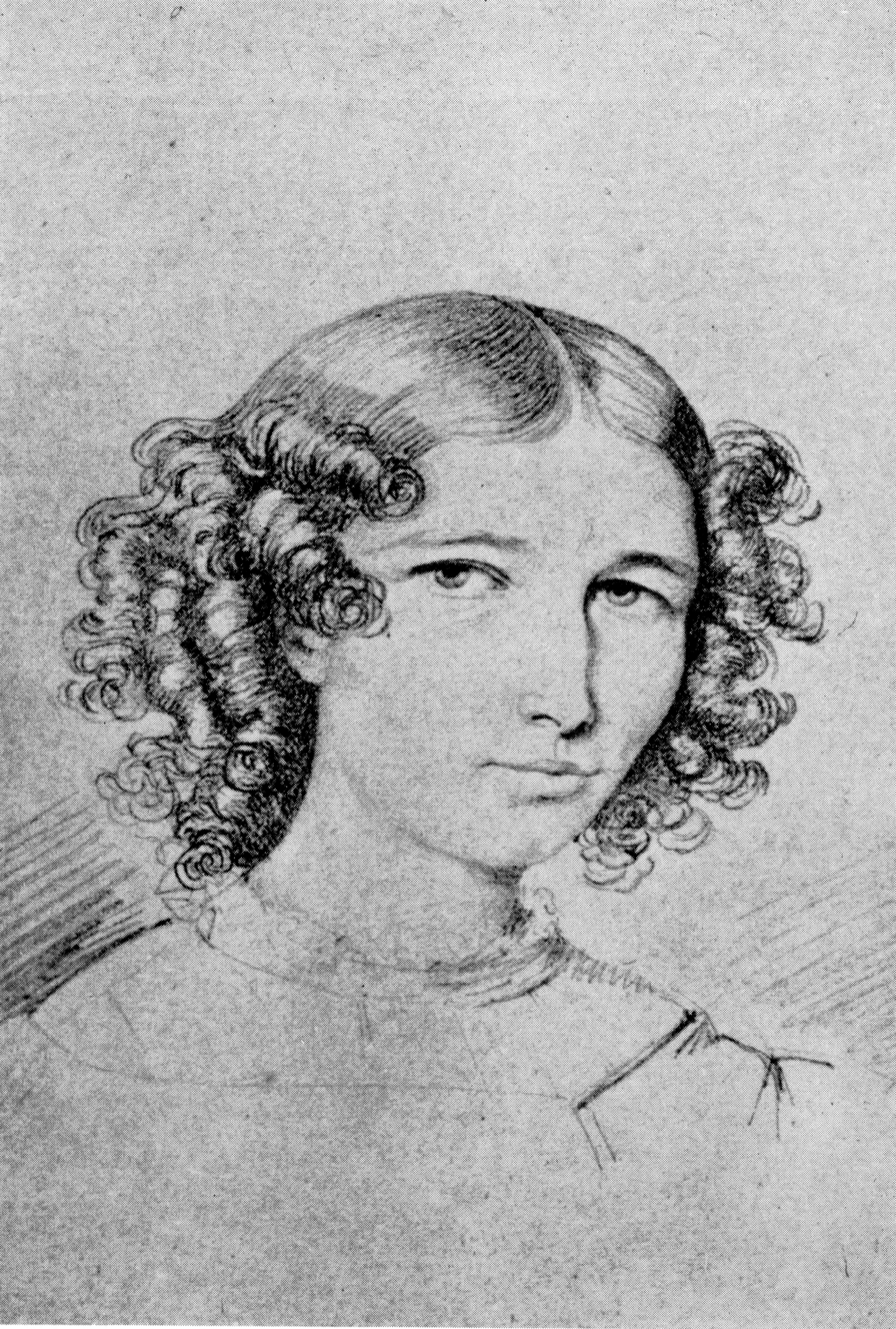
Sibylle Mertens-Schaaffhausen 1820

Sibylle Mertens-Schaaffhausen, vollständiger Geburtsname Maria Sibilla Josepha Schaaffhausen, (* 29. Januar 1797 in Köln; † 22. Oktober 1857 in Rom), genannt Rheingräfin, war Archäologin und Mittelpunkt eines rheinischen Salons.

## Leben

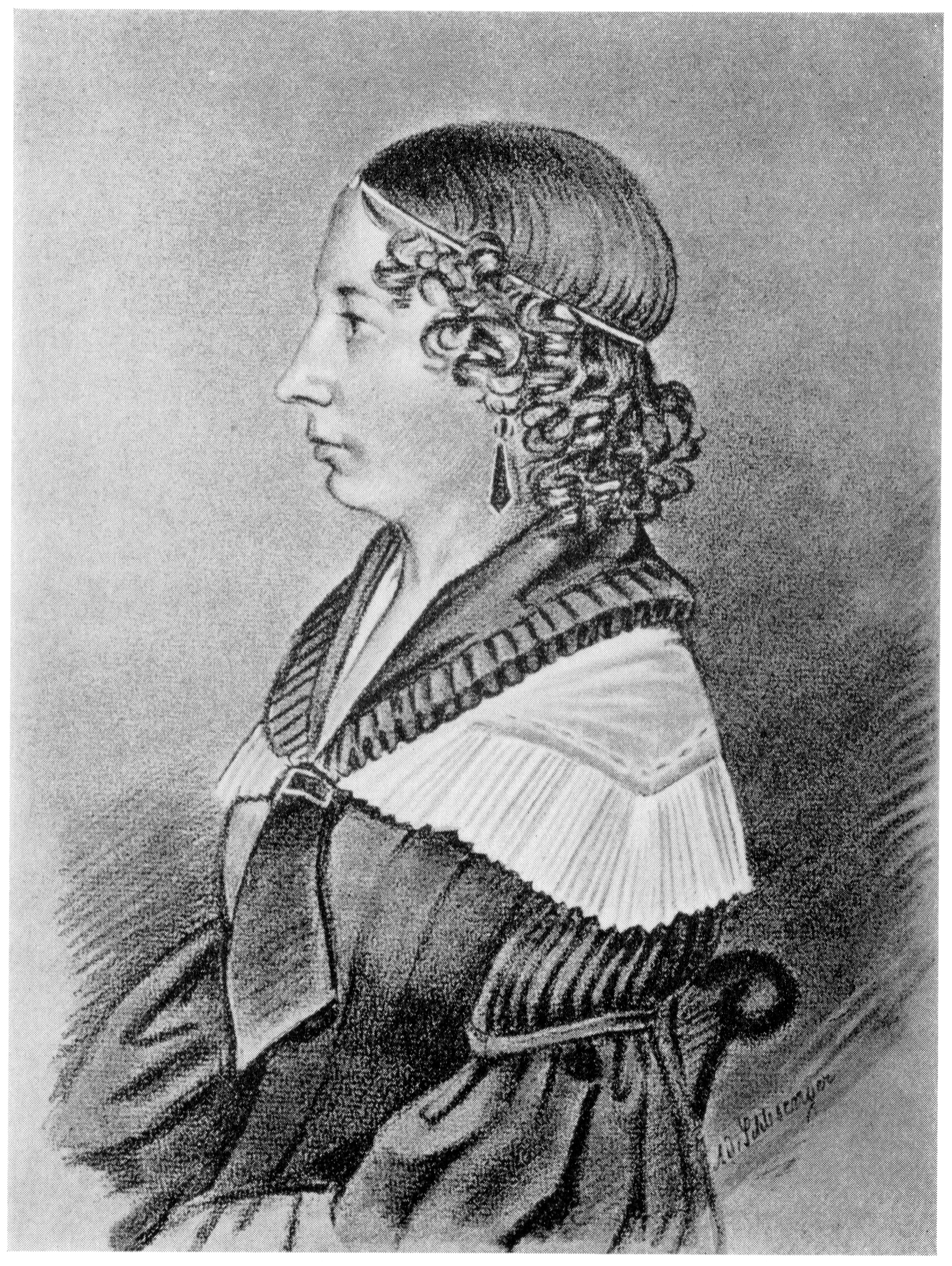
Sibylle Mertens-Schaaffhausen 1842

Sibylle Schaaffhausen war die Tochter des Kölner Bankiers Abraham Schaaffhausen und seiner Ehefrau Maria Anna, geb. Giesen, des zwölften Kindes des Honnefer Rheinschiffers Johann Heinrich Giesen. Die Mutter starb in der Folge der Geburt. Der Vater verehelichte sich 1800 ein zweites Mal; die Stiefmutter und die fünf Halbgeschwister blieben Sibylle immer fremd. Theresia von Wittgenstein und Elisabeth Deichmann-Schaaffhausen waren die jüngsten Halbschwestern.
Am 12. Juni 1816 wurde sie mit dem Bonner Bankier Louis Mertens (1782–1842) verheiratet; beide Ehegatten nannten sich häufig Mertens-Schaaffhausen. Dabei handelte es sich um ein Ehearrangement im Sinne der damaligen Zeit. Die zu ihrem Freundeskreis gehörende Lyrikerin Annette von Droste-Hülshoff sprach von der „Höllenehe“ ihrer Bekannten, die einen gut 15 Jahre älteren Mann heiraten musste und mit diesem vom ersten Tag an unglücklich war. Das Paar hatte innerhalb von elf Jahren sechs Kinder. Für eine Scheidung gab es vermutlich keine rechtliche Grundlage. Die finanziellen Verhältnisse ermöglichten es jedoch, dass jeder seiner Wege ging: Er lebte meist in Köln, sie in Bonn und auf dem Petersberg, wo sie sich 1834 einen Sommersitz errichten ließ. Allerdings wäre wohl jede Ehe zum Scheitern verurteilt gewesen, denn Sibylle Mertens-Schaaffhausen liebte nicht Männer, sondern Frauen. Die größte Liebe ihres Lebens war die Marchesa Laurina Spinola (* 29. März 1806, † 11. März 1838), der sie bei einem Kuraufenthalt 1835/1836 in Genua nahe war. Sie widmete Laurina Spinola ein eigenes Tagebuch, dessen Reflexionen es zu einem „einzigartigen Dokument“ einer „Frauen liebenden Frau in der ersten Hälfte des 19. Jahrhunderts“ machen.
Sibylle Mertens-Schaaffhausen war von Jugend auf eine begeisterte Archäologin und wurde dabei sehr von Ferdinand Franz Wallraf gefördert, einem engen Freund ihres Vaters. 1832 bezog sie eine große Villa in Bonn (Wilhelmstraße 33), deren Oberstock ihrer Sammlung vorbehalten war. Bald wurde das Haus zum Treffpunkt der geistigen Elite der Stadt, wo sie einen der berühmtesten Salons des Rheinlandes führte. Ihm gehörte ein Kreis bedeutender Professoren, Künstler und vor allem Altertumsforscher an. Zu ihrem Freundeskreis zählten Annette von Droste-Hülshoff (ab Oktober 1825), die Autorin Anna Jameson, Adele Schopenhauer (die Schwester des Philosophen Arthur Schopenhauer), und Goethes Schwiegertochter Ottilie. Mit Adele Schopenhauer  führte sie ab 1826 eine Lebensgemeinschaft. Anna Jameson erlebte die achtungsvolle Zuneigung zwischen Sibylle und Adele als etwas Außerordentliches:

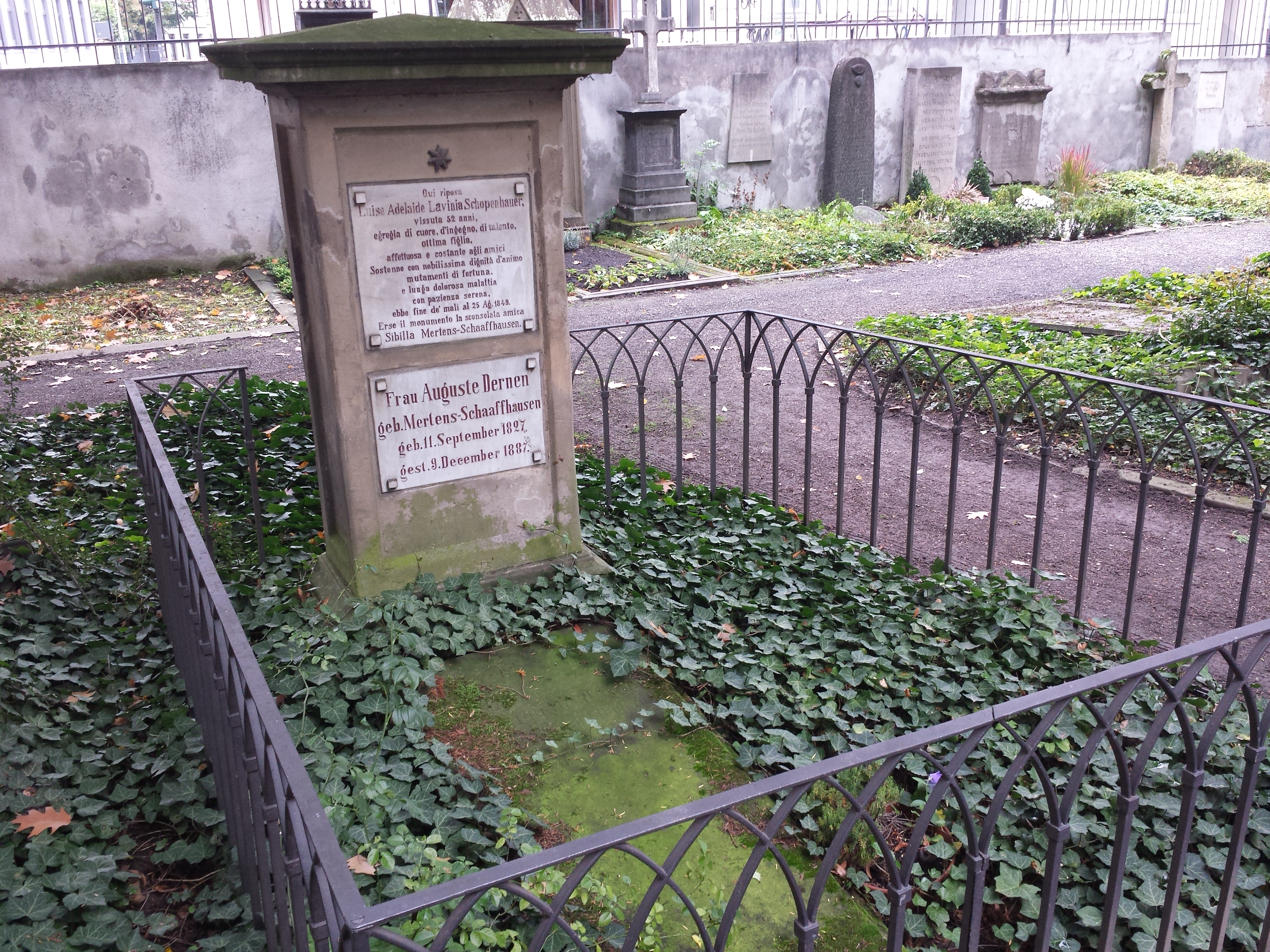
Grab von Adele Schopenhauer und Auguste Dernen geb. Mertens-Schaaffhausen (Alter Friedhof Bonn)

„At Bonn [in 1833] my time was spent in intimate and almost hourly intercourse with two friends, one of whom I have already mentioned to you―a rare creature!―the other, who was herself the daughter of a distinguished authoress [Johanna Schopenhauer], was one of the most generally accomplished women I ever met with. Opposed to each other in the constitution of their minds―in all their views of literature and art, and all their experience of life―in their tastes, and habits, and feelings―yet mutually appreciating each other : both were distinguished by talents of the highest order and by great originality of character, and both were German, and very essentially German : English society and English education would never have produced two such women.“
Nach dem Tod von Laurina Spinola und Louis Mertens näherten sich die beiden Frauen wieder an. Adele Schopenhauer zog dann in das Bonner Haus von Sibylle Mertens-Schaaffhausen in der Wilhelmstraße und lebte dort bis zu ihrem Krebstod 1849. Sibylle setzte der Freundin einen italienisch beschrifteten Grabstein auf dem Alten Friedhof in Bonn.
Sibylle Mertens-Schaaffhausen war eine begabte Musikerin und verkehrte mit bekannten Musikern ihrer Zeit. Sie unterstützte zum Beispiel das Niederrheinische Musikfest und die Errichtung des Beethoven-Denkmals in Bonn (1845). Sie organisierte und dirigierte anfangs auch den „Verein für Alte Musik“, der in ihrem Haus probte. Von ihr sind zwei Vertonungen von Gedichten aus Goethes West-Östlichem Divan überliefert.
Sibylle Mertens-Schaaffhausen reiste zeitlebens viel und vor allem nach Italien. Sie war eine anerkannte Spezialistin für Numismatik und Besitzerin einer der bedeutendsten Münzsammlungen in Deutschland. Sie war Mitgründerin des Kölner Dombauvereins, der die Vollendung des Kölner Doms ermöglichte.

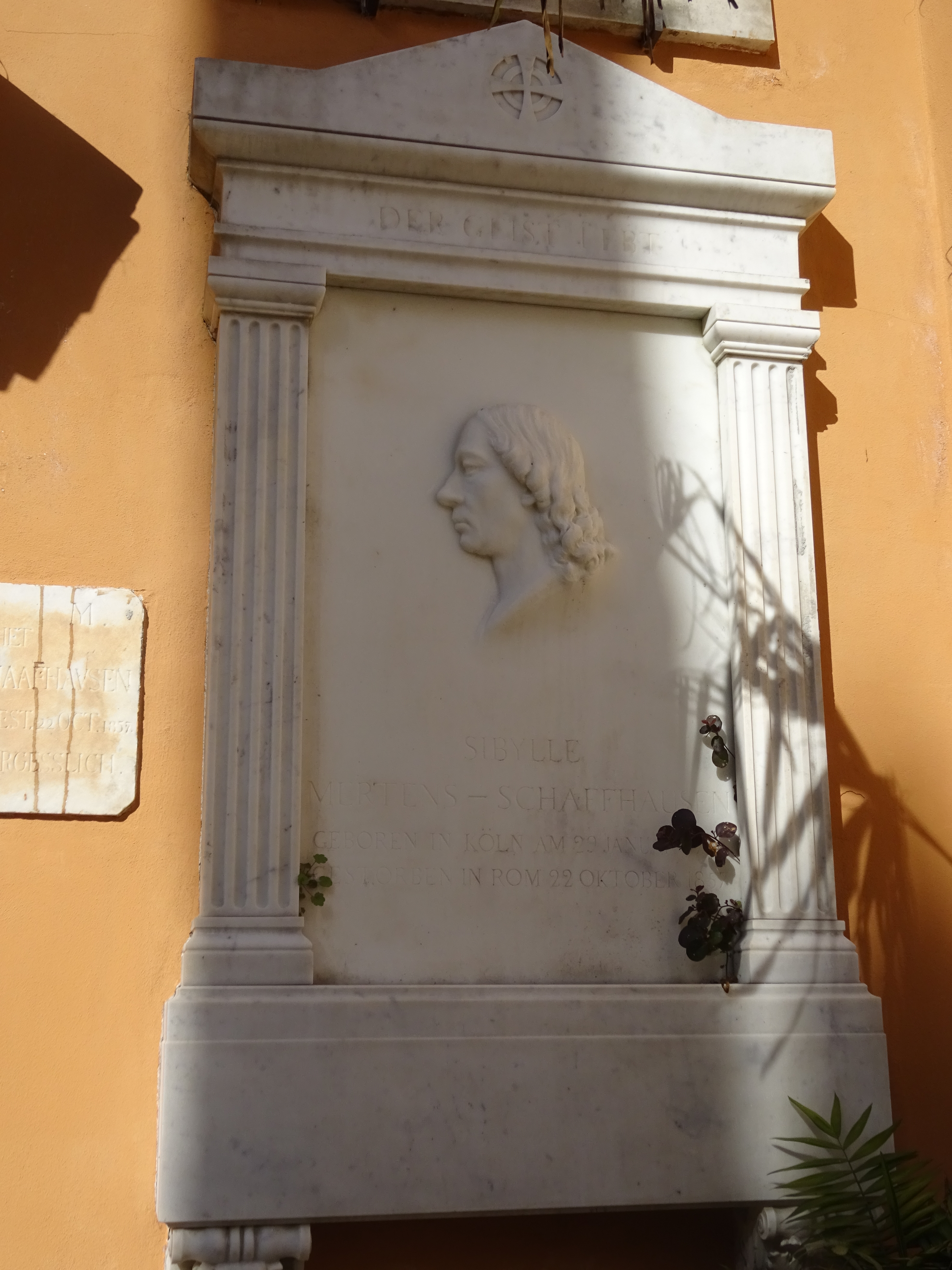
Grabtafel für Sibylle Mertens, Campo Santo Teutonico

Nach dem Tod ihres Mannes kam es zu Erbauseinandersetzungen mit den vier älteren ihrer sechs Kinder, die ihre Erbanteile ausgezahlt haben wollten. Ein langwieriges Gerichtsverfahren hierzu endete erst 1849, und in der Folge musste Mertens-Schaaffhausen große Teile des Vermögens veräußern, um die Erbanteile finanzieren zu können. So verkaufte sie – kurz vor ihrem Tod – am 2. Mai 1857 das „Gut Sülz“ (das ehemalige Weingut der Zisterzienserabtei Heisterbach) mit den dazugehörigen Ländereien und Weingärten. Sibylle Mertens-Schaaffhausen fand ihre letzte Ruhe auf dem Friedhof des Campo Santo Teutonico neben dem Petersdom in Rom.

## Ausstellung
- Sibylle Mertens-Schaaffhausen (1797–1857) – Zum 150. Todestag der „Rheingräfin“ – Ausstellung des Stadtmuseums Bonn im Ernst-Moritz-Arndt-Haus, 13. September bis 25. November 2007.

## Werke (Auswahl)
- „An Einen Hochlöblichen lustigen Rath, Hochtollgeboren dahier ! […] MarieZibill von Köln.“ In: Offizielle Carnevals-Zeitung von Köln Nr. 9 vom 13. Februar 1825, 3. bis 4. Seite.
- Ich gedachte in der Nacht (Lied, 1834). In: Von Goethe inspiriert. Lieder von Komponistinnen des 18. und 19. Jahrhunderts. Hrsg. Ann Willison Lemke. Kassel 1999, ISBN 978-3-927327-47-4, S. 38f.
- [Aus dem Briefe einer deutschen Dame in Genua.] In: Berlinische Nachrichten Von Staats- und gelehrten Sachen vom 11. Januar 1836, 6. bis 7. Seite.
- Zwei Bruchstücke einer geplanten Biographie von Adele Schopenhauer, entworfen nach ihrem Tod. Abgedruckt bei Houben: Neue Mitteilungen usw. in Sechzehntes Jahrbuch der Schopenhauer-Gesellschaft für das Jahr 1929, S. 82‒84 und 85‒90.

In der informellen Zeitschrift Chaos (1. Jg. September 1829 bis Oktober 1830; 2. Jg. Sommer 1831 bis Anfang 1832), Nachdruck als Chaos. Herausgegeben von Ottilie von Goethe, […]; Reinhard Fink, Das Chaos und seine Mitarbeiter. Bern 1968 (DNB 572591020):
- Vila: „Du stilles Wunderland der Fantasie“. 1. Jg., Nro. 10, im Nachdruck S. 38f.
- Vila: „Vivre toujours“. 1. Jg., Nro. 15, im Nachdruck S. 58.
- [anonym zusammen mit Adele Schopenhauer]: Weltenpoesie. 2. Jg., Nro. 8, im Nachdruck S. 31.[14]

In den Jahrbüchern des Vereins von Alterthumsfreunden im Rheinlande 1848‒1856:
- Römische Lampe aus Bronze. In: Band 13, 1848, S. 16f., dazu Tafel I. PDFs.
- Schmucksachen aus Gagat. In: Band 14, 1849, S. 46‒51, dazu Tafeln IV und V. PDFs.
- Uebersicht über die neuesten antiquarischen Erwerbungen der Frau Sibylla Mertens-Schaaffhausen. Mitgetheilt von der Besitzerin. In: Band 15, 1850, S. 136‒142, dazu Tafeln III und IV. PDFs.
- Saturn mit Inschrift: Muthunim. In: Band 22, 1855, S. 65‒73, dazu Tafel I.
- Jüdische antike Thonlampe aus Bonn. In: Band 22, 1855, S. 74‒76, mit Tafel I PDFs.
- Gräberfund zu Bertzdorf. In: Band 23, 1856, Miscelle Nr. 19, S. 193f. PDF.